# Serge Monast
Serge Monast (Montreal,1945-5 de diciembre de 1996) fue un periodista de investigación, poeta, ensayista y teórico de la conspiración quebequense. Los lectores de habla inglesa lo conocen principalmente por el Proyecto Blue Beam (NASA) y las teorías de conspiración asociadas.

## Biografía
En las décadas de 1970 y 1980, Monast fue periodista, poeta y ensayista. Fue miembro activo del Social Credit Party de Canadá.
A principios de la década de 1990, comenzó a escribir sobre el tema del Nuevo Orden Mundial y las conspiraciones tramadas por sociedades secretas, inspirándose particularmente en las obras de William Guy Carr.
Fundó la Agencia Internacional de Prensa Libre (AIPL, l'Agence Internationale de Presse libre), donde publicó la mayor parte de su trabajo sobre estos temas, logrando cierta prominencia con una entrevista en el programa de televisión Ésotérisme Expérimental del esoterista y ufólogo Richard Glenn, en la que advirtió repetidamente a su audiencia sobre los peligros de un Gobierno Mundial. Fue entrevistado por Glenn varias veces hasta 1996.
En 1994, publicó Project Blue Beam (NASA), en el que detalló su afirmación de que la NASA, con la ayuda de las Naciones Unidas, estaba intentando implementar una religión de la Nueva Era con el Anticristo a la cabeza y comenzar un Nuevo Orden Mundial. a través de una Segunda Venida de Cristo simulada tecnológicamente. También dio charlas sobre este tema. Otros teóricos de la conspiración han notado la similitud del Proyecto Blue Beam con las tramas del tratamiento inédito de la película Star Trek de 1975 de Gene Roddenberry The God Thing y el episodio de 1991 Star Trek: The Next Generation Devil's Due.
En 1995, publicó su trabajo más detallado, Les Protocoles de Toronto (6.6.6), inspirado en The Protocols of the Elders of Zion, en el que dijo que un grupo masónico llamado "6.6.6" se había estado reuniendo durante veinte años. los poderosos del mundo para establecer el Nuevo Orden Mundial y controlar las mentes de las personas.
Para 1995 y 1996, Monast dijo que la policía y las autoridades lo perseguían por estar involucrado en "redes de información prohibida". Había educado en casa a sus dos hijos, a quienes luego se los llevaron y los pusieron bajo la tutela del estado en septiembre de 1996 para que recibieran una educación pública. Murió de un infarto en su casa en diciembre de 1996, a los 51 años, al día siguiente de ser detenido y pasar una noche en la cárcel. Sus seguidores afirman que su muerte fue sospechosa, sugiriendo que fue asesinado con "armas psicotrónicas". para evitar que continuara con sus investigaciones, y que Jerry Fletcher, el personaje de Mel Gibson en la película de 1997 Teoría de la conspiración, se inspiró en él.
Copias de sus obras todavía circulan en Internet y han influido en teóricos de la conspiración posteriores como el predicador evangélico estadounidense Texe Marrs. Algunos de sus trabajos posteriores han sido reeditados por el editor francés y teórico de la conspiración Jacques Delacroix, junto con otros que escriben sobre los temas del trabajo relacionado con la conspiración de Monast.

## Publicaciones
- Testamento contra hier et demain. Manifiesto de l'amour d'ici , autoditado, 1973.
- Jean Hébert, Chartierville, autoditado, 1974.
- Jos Violon: Essai d'investigation littéraire sur le comportement du Québécois, autoditado, 1975, 1977.
- (con Colette Carisse, Aimé Lebeau y Lise Parent) La famille: mythe et réalité québécoise, "Rapport présenté au Conseil des affaires sociales et de la famille", vol. 1, Conseil des affaires sociales et de la famille, 1974, 1976.
- L'Habitant, Éditions de l'Aube, 1979.
- L'Aube des brasiers nocturnes. Ensayo sobre el amor , Éditions de l'Aube, 1980.
- Cris intimes: poésie, Éditions de l'Aube, 1980.
- La Création irrécupérable: essai, Éditions de l'Aube, 1981.
- Méditations sur les dix commandements de Dieu, Éditions de l'Aube, 1983.
- La médaille de saint Benoît ou La croix de saint Benoît, Courrier de Saint Joseph, 1984? .
- Il minuit moins quinze secondes à Ottawa: de l'impossible dualité canadienne à l'éclatement d'une Guerre civile, dossier d'enquête journalisme, La Presse Libre Nord-Américaine, 1992.
- "Présentation" de René Bergeron, Le corps mystique de l'antéchrist, Montreal, Presse libre nord-américaine , "Dossiers chocs", 1993 (reimpresión del libro de 1941)
- Le gouvernement mondial de l'Antéchrist, journalisme d'enquête international, "La conspiration mondiale des Illuminatis", vol. 1, Éditions de la Presse libre, 1994. Reeditado por Delacroix.[8]
- El programa de campos de concentración de las Naciones Unidas en América, "Golpe de Estado y preparativos de guerra en América", libro 1, Presse libre nord-américaine, 1994.
- Vaccins, médecine militaire expérimentale, cristaux liquide, dossier d'enquête journalisme - CIA, Presse libre nord-américaine, 1994.
- Proyecto Blue Beam (NASA), Presse libre nord-américaine [1994].
- El Protocolo de Toronto (6.6.6. ). Québec année zero , Agencia Internacional de Prensa Libre, 1995.
- Le Contrôle total 666, Cahier d'Ouranos hors série, coll. "Enquêtes-Études-Réflexions" de la Comisión de Estudios Ouranos. Reeditado por Delacroix.[7]
- Dévoilement du complot relatif au plan du chaos et de marquage de l´Humanité, Éditions Delacroix.
- Le Complot des Nations Unies contre la Chrétienté, Éditions Rinf, 1995.